# Stefan S. Schmidt

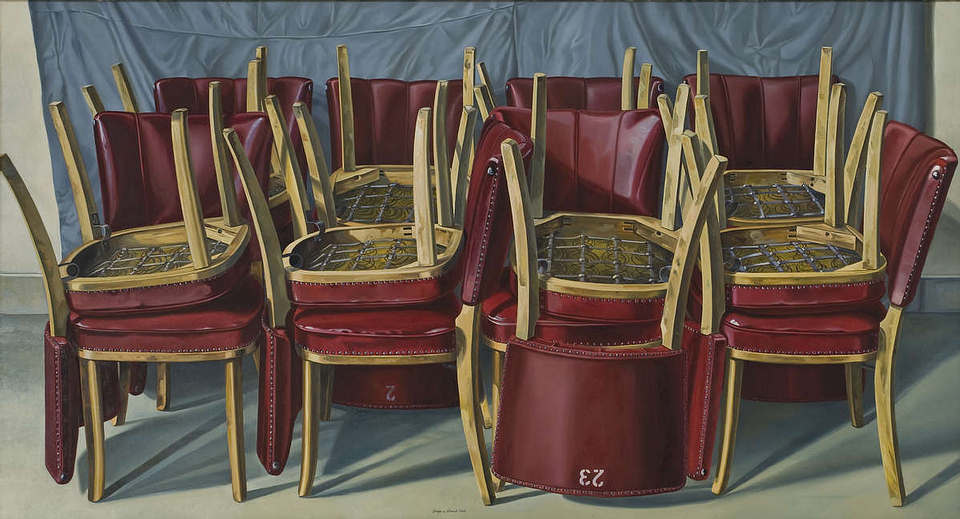
Die roten Stühle II

Stefan S. Schmidt (* 27. August 1958 in Marburg an der Lahn) ist ein gegenständlicher deutscher Maler. Er lebt und arbeitet in Marburg. Schmidt studierte Malerei, Grafik und Kunstgeschichte an der Kunsthochschule Kassel, an der Loughborough University (England) und an der Philipps-Universität Marburg. Sein hauptsächliches Sujet ist das Stillleben. Seine Arbeiten wurden seit 1979 in zahlreichen Einzel- und Gruppenausstellungen gezeigt und mehrfach mit Preisen ausgezeichnet.

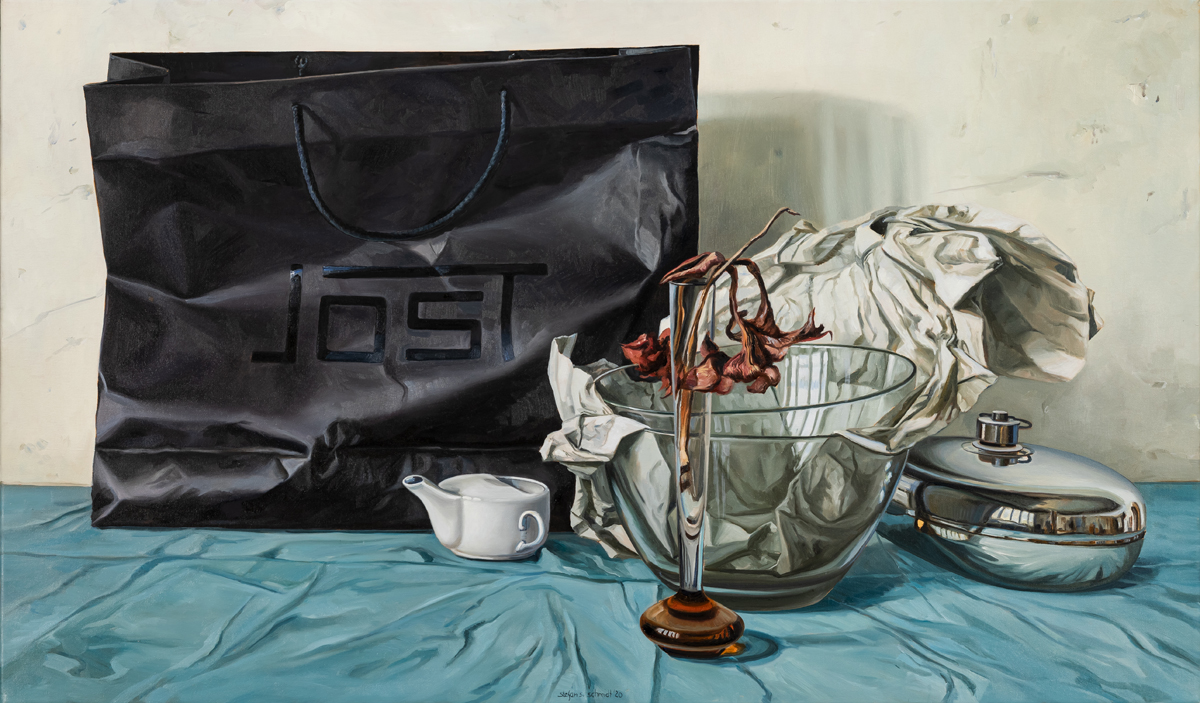
Stillleben mit Einkaufstasche

## Werk
Seit 1980 gilt Schmidts Hauptaugenmerk den Stillleben, die er aus alltäglichen Gegenständen komponiert. Charakteristisch ist hierbei ein meist betont statischer Bildaufbau, dynamische Kompositionen sind die Ausnahme. Neben den Stillleben entstehen immer wieder abgeschlossene, teils serielle Werkgruppen. So entstanden zwischen 1988 und 1994 die sogenannten Fragmentbilder, 2001–2004 die (unbewohnbaren) Häuser, ab 1998 die Großen Damen u. a.
Parallel malt Schmidt auch Landschaftsbilder, die in alter Tradition unmittelbar „vor Ort“ entstehen, sei es in der nordhessischen Landschaft oder auf Reisen nach England, Irland, Schottland, Schweden, Frankreich und Italien. Sein zeichnerisches Werk ist relativ klein; es dominieren großformatige, bildmäßig ausgeführte Zeichnungen in Bleistift, Farbstift oder Beize, oft als Mischtechnik.

## Ausstellungen (Auswahl)
- 1987 Marburger Kunstverein
- 1987 Hannoverscher Künstlerverein, Orangerie Hannover
- 1987Kunstpreis „Junger Westen `87“, Kunsthalle Recklinghausen
- 1988 Atelier Haug, Kunststation Kleinsassen
- 1988 Kunst `88, Haus der Kunst, München
- 1988 Lineart `88, Internationale Kunstmesse des 20. Jahrhunderts, Gent, Belgien
- 1988 Sickingen Kunstpreis, Pfalzgalerie, Kaiserslautern
- 1989 Galerie Vyncke-van Eyck, Gent, Belgien
- 1989 Kunst `89, Haus der Kunst, München
- 1989 Bradford University Art Gallery, Bradford, England
- 1990 Kunst `90, Haus der Kunst, München
- 1990 Europapreis für Malerei, Ostende, Belgien
- 1990 Trompe l’oeil heute, Kunstkreis Hameln
- 1991 Kunst `91, Haus der Kunst, München
- 1991Premio Agazzi 1991, Mapello/Bergamo, Italien
- 1992 5. Internationale Triennale der Zeichnung, Breslau, Polen
- 1992 Siemens-Nixdorf, München
- 1992 Kunsthalle Gießen
- 1992 Marielies-Hess-Stiftung, Frankfurt
- 1993 Europapreis für Malerei, Ostende, Belgien
- 1994 Große Kunstausstellung 1994, Haus der Kunst, München
- 1997 Kunstforum Seligenstadt
- 2000 Europapreis für Malerei der Stadt Ostende, Belgien
- 2001 Galerie Schmalfuss, Marburg
- 2004 Internationale Biennale der Zeichnung, Pilsen, Tschechische Republik
- 2004 Galerie Schmalfuss, Marburg
- 2005 Internationale Biennale der Zeichnung Pilsen, Ausstellungstournee Tschechische Republik, Ungarn, Italien, Belgien
- 2006 VI. Internationale Biennale der Zeichnung, Pilsen, Tschechische Republik (K)
- 2007 V. Internationale Biennale der Zeichnung Pilsen (Tschechische Republik): Ausstellungstournee (Bavaria Bohemia, Schönsee; J.D. Mooney Foundation, Chicago (USA); Städtische Galerie Regensburg)
- 2007 Große Kunstausstellung München, Haus der Kunst, München
- 2007 III. Internationaler Zeichenwettbewerb Breslau (Polen)
- 2007 Große Kunstausstellung Halle, Villa Kobe, Halle
- 2008 Galerie Schmalfuss, Marburg
- 2008 Art Bodensee, (Galerie Schmalfuss)
- 2008 XIV. International Biennial of Drawing, Prishtina Art Gallery, Prishtina (Kosovo) (K)
- 2010 ART Karlsruhe (Galerie Meier)
- 2010 Galerie Meier, Freiburg
- 2011 Das Hamlet-Syndrom: Schädelstätten, Marburger Kunstverein, Marburg
- 2011 Realos – Neue Optionen der Malerei, Städtische Galerie im Fruchthaus, Rastatt
- 2011 Kunstsalon 2011, Haus der Kunst, München
- 2011 Galerie Meier, Freiburg
- 2011 The Best Works of the Biennial of Drawing, Pilsen 2011, Galerie SVU, Bratislava (Slowakei)
- 2012 Utopia, Kunstverein Eisenturm Mainz
- 2011 Fabulous Fakes, Galerie Atzenhofer, Nürnberg
- 2013 Fotorealismus, Galerie Atzenhofer, Nürnberg
- 2018 Slow Art Galerie, Nürnberg
- 2018 Affordable Art Fair, Hamburg (Slow Art Galerie)
- 2019 Stille Welt, Korbacher Kunstverein, Korbach
- 2020 Dingwelten, UKGM, Giessen

## Preise und Auszeichnungen
- 1990, Europapreis für Malerei der Stadt Ostende, Belgien (Dritter Preis)
- 1991, Premio Agazzi, Bergamo, Italien (Sonderpreis für Aquarell)
- 1992, Preisträger der Marielies-Hess-Stiftung, Frankfurt
- 2004 und 2006, Preisträger der Internationalen Biennale der Zeichnung, Pilsen, Tschechische Republik